# The Settlers 7: Paths to a Kingdom
The Settlers 7: Paths to a Kingdom (рус. Поселенцы 7: Право на трон) — компьютерная игра в жанре стратегии в реальном времени и градостроительного симулятора, седьмая часть серии The Settlers, разрабатываемая компанией Blue Byte Software. Выпущена компанией Ubisoft для платформ Windows и Mac OS X 25 марта 2010 года.

## Игровой процесс
Игра обладает таким же игровым процессом, какой представлен в последних трёхмерных частях серии The Settlers. Игрок начинает с простой деревни и расширяет её сектор за сектором, чтобы в конце концов создать своё королевство. В течение этого процесса игрок должен как можно более правильно организовать производственные цепочки и выстроить транспортные системы.
В игре игроку даётся возможность выбора между тремя уникальными путями развития, которыми он может прийти к победе: военный, научный и торговый. Встав на традиционный для RTS военный путь развития, игрок создаёт свою армию, чтобы затем при помощи военной мощи побеждать и уничтожать своих врагов. Идя по научному пути развития, игрок должен сосредоточиться на исследовании технологических усовершенствований. И наконец, идя по торговому пути развития, игроку предстоит построить свою экономику и попытаться захватить самые лучшие торговые маршруты, которые только есть на карте мира. Какой бы путь развития ни был выбран, на нём будут доступны уникальные юниты и возможности. На всех путях развития игрок выигрывает, собирая «очки победы» при следовании курсу игры.
По сравнению с предыдущими частями серии искусственный интеллект врагов был значительно улучшен более чем двенадцатью ИИ-линиями уникального поведения. В игре также присутствует новый расширенный сетевой многопользовательский режим, который позволяет игрокам играть и друг с другом, и друг против друга. Игроки могут также производить ресурсы и делиться ими.
В игре существует редактор уровней. С его помощью игроки смогут создать свою карту, на которой потом можно будет играть с соперниками.

## Коллекционное издание
Купившие бокс с коллекционным изданием получат:
- Пластиковую фигурку строителя (18 см в высоту)
- DVD-диск с игрой
- Audio CD-диск с треками
- Руководство пользователя (то, что находится в PDF-файле на DVD)
- Плакат (А3 формата), односторонний
- Карточка с кодом, дающим два новых объекта для замка (просто украшение) и одну эксклюзивную арку (объект престижа)

В России коллекционное издание появилось в продаже 17 июня.

## Отзывы
| Сводный рейтинг       | Сводный рейтинг |
| Агрегатор             | Оценка          |
| --------------------- | --------------- |
| GameRankings          | 78,78 %         |
| Metacritic            | 79/100          |
| Иноязычные издания    |                 |
| Издание               | Оценка          |
| Eurogamer             | 8/10            |
| GameSpot              | 7,5/10          |
| GamesRadar+           | 7/10            |
| IGN                   | 6/10            |
| Русскоязычные издания |                 |
| Издание               | Оценка          |
| Absolute Games        | 75/100          |
| «Игромания»           | 8,5/10          |
| «Страна игр»          | 8/10            |

Игру ожидал в основном положительный приём, с небольшими упрёками из-за возросшей сложности.

### Российская игровая пресса
Российский портал игр Absolute Games поставил игре 75 %. Обозреватель отметил интересный игровой процесс и мультиплеер игры. К недостаткам был отнесён слабый сюжет одиночной кампании. Вердикт: «Несмотря на небольшие огрехи, Paths to a Kingdom — лучший проект в серии. Симпатичный, качественный, в меру сложный и одновременно доступный».
Игромания поставила игре 8.5 баллов из 10, сделав следующее заключение: «Paths to a Kingdom объединила глубину второй части The Settlers с доступностью шестой. Новых идей по-прежнему мало, но лучше в рамках заданной механики просто не сделать».
Страна Игр поставила игре 8.0 из 10 баллов, сделав следующее заключение: «Игра для обладателей хорошего интернет-соединения, которые всю жизнь мечтали стать экономистами».